# Marcela Amaya García
Claudia Marcela Amaya García (Villavicencio, 8 de noviembre de 1968) es una política y administradora de empresas colombiana, que ejerció como gobernadora del Departamento de Meta. También fue Diputada y Congresista por el Departamento de Meta.

## Biografía
Nacida en Villavicencio, se graduó como administradora de Empresas de la Universidad del Meta y es especialista en Gestión de Entidades Territoriales de la Universidad Externado de Colombia.
Fue elegida diputada de a la Asamblea Departamental de Meta para el periodo 2008 - 2011. Al ser la única mujer postulada para este cargo, alcanzó la más alta votación con un registro 16.000 votos (cifra récord hasta la fecha).  Desde la Asamblea Departamental trabajó por la infancia, el bienestar de los adultos mayores, la salud sexual y reproductiva. Promovió una ordenanza para la prevención del cáncer de cuello uterino, lideró la modificación y ampliación de la cobertura del fondo de educación departamental y ejerció arduos debates de control político.
En 2010 con casi 30.000 votos, fue elegida Representante a la Cámara por el departamento del Meta. En el periodo legislativo 2010 – 2014, Marcela Amaya, fue autora y coautora de 13 proyectos de ley. Su militancia en el Partido de la U, partido de la coalición de gobierno, le permitió ejercer con independencia y sentido crítico control político en las necesidades ambientales, sociales, económicas de la región y del país.
Como parlamentaria metense se ubicó en la Comisión Quinta Constitucional Permanente de la Cámara de Representantes de la cual fue elegida Presidenta, con el firme propósito de abanderar los temas ambientales, agrícolas, pecuarios, pesqueros, mineros, energéticos y de hidrocarburos de la región.
En la actualidad se desempeña como fundadora y presidenta da la fundación Marcela Amaya.
En 1989 contrajo matrimonio con el abogado Jorge Carmelo Pérez Alvarado, quien fue Alcalde de Villavicencio en 1988, con quien tiene 3 hijas: Daniela, Pamela e Isabela.